# アセタゾラミド
アセタゾラミド (Acetazolamide) は、炭酸脱水酵素阻害薬の一種である。錠剤、粉末、注射剤があり、商品名はダイアモックス（三和化学研究所）。

## 効能・効果
- 緑内障
- てんかん（他の抗てんかん薬で効果不十分な場合に追加）
- 肺気腫における呼吸性アシドーシスの改善
- 心性浮腫（錠剤および粉末剤）
- 肝性浮腫（錠剤および粉末剤）
- 月経前緊張症（錠剤および粉末剤）
- メニエル病およびメニエル症候群
- 睡眠時無呼吸症候群（錠剤のみ）

## 適用と作用機序
- アセタゾラミドは主として近位尿細管で作用し、炭酸脱水酵素を阻害することによりHCO−
3の再吸収を抑制する。利尿作用を持ち、心不全のうっ血解除に有効である[2]。
- 緑内障の治療薬としても用いる。毛様体の上皮細胞に存在する炭酸脱水酵素を阻害し、房水の産生減少により、眼圧を低下させることで緑内障を改善する。[3]
- 内耳で局所的にリンパ分泌を抑制するためメニエール病に用いられ、体内貯留水分の排泄や神経系に対する抑制作用による月経前緊張症の症状緩和効果や、脳内CO2濃度の局所的増大効果を利用してのてんかんの薬物治療の補助にも用いられている[4]:11-12。
- 脳脊髄液の産生抑制を目的に水頭症の治療に使用される。
- 即効性が高く、利尿作用を持つ反面、喉が渇く場合もあるので水分補給が必要になる。

### 高山病予防
アセタゾラミドが腎臓で炭酸脱水素酵素を阻害したために代謝性アシドーシスが起こった結果（副作用が起こった結果）、代償的に呼吸性アルカローシス（肺から炭酸を捨てることで血液のpHを上げようとすること）が起こり、換気応答が促進される。この現象を利用して、高山病の発生を一定程度予防する効果がある。高山病に対するアセタゾラミドの投与に関するメタアナリシスによると、登山前⽇から到着後3⽇後までの４⽇間、1日2回125mg内服することで、高山病発症リスクを有意に減らすことが報告されている。また、高山病発症後でも、1日2回250mg内服することで症状を緩和することが報告されている。

### 脳循環予備能検査薬
アセタゾラミドは脳血管拡張作用を持つため、適応外使用ではあるが20年以上にわたり脳循環予備能の評価の際に用いられてきた。しかし急性心不全や肺水腫などの重篤な副作用が発生し、死亡に至る例もあったため、日本脳卒中学会、日本脳神経外科学会、日本神経学会、日本核医学会の4学会からなるアセタゾラミド（ダイアモックス）適正使用合同検討委員会は2014年6月に緊急声明を発表し、検査が必要不可欠な場合にのみ実施すること、患者の同意を得ること、呼吸モニターや心電図モニターなどを実施することを呼びかけた。

## 禁忌
以下の患者には禁忌である。
- 肝硬変などの進行した肝疾患または高度の肝機能障害のある患者
- 無尿、急性腎不全の患者
- 高クロール血症性アシドーシス
- 体液中のナトリウム・カリウムが明らかに減少している患者
- （長期投与禁忌）慢性閉塞隅角緑内障の患者
- アジソン病の人
- 副腎皮質刺激ホルモン剤の投与を受けている人

## 副作用
添付文書に記載されている重大な副作用は、代謝性アシドーシス、電解質異常、ショック、アナフィラキシー様症状、再生不良性貧血、溶血性貧血、無顆粒球症、血小板減少性紫斑病、皮膚粘膜眼症候群（スティーブンス・ジョンソン症候群）、中毒性表皮壊死症（Lyell症候群）、急性腎不全、腎・尿路結石、精神錯乱、痙攣、肝機能障害、黄疸である。多尿、過敏症（発疹）、倦怠感、四肢の知覚異常、食欲不振、下痢、腹痛、嘔吐、吐き気、味覚異常、
妊娠マウスを用いた実験では、胎児の死亡や骨形成不全などが観察されている。